# Trupanea dempta
Trupanea dempta är en tvåvingeart som beskrevs av Hardy 1980. Trupanea dempta ingår i släktet Trupanea och familjen borrflugor. Inga underarter finns listade i Catalogue of Life.